# Akto

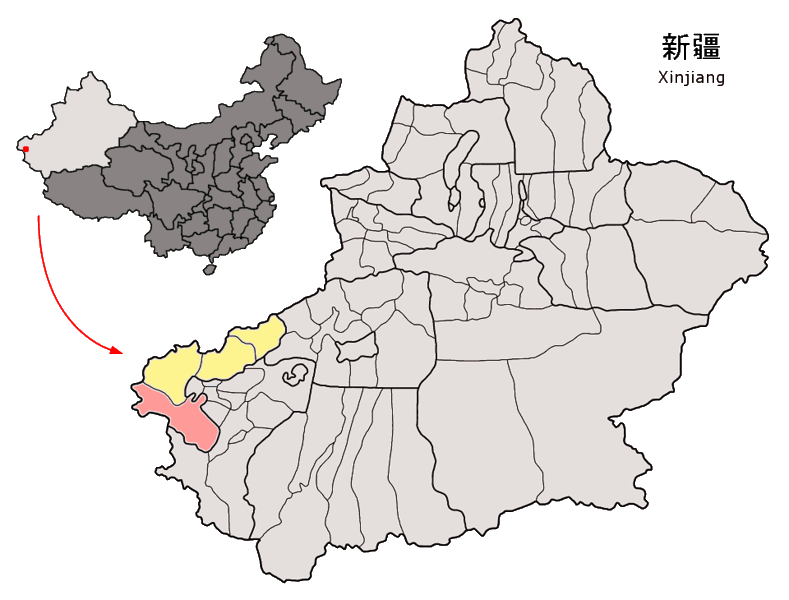
Lage von Akto (rosa) im Kirgisischen Autonomen Bezirk Kizilsu (gelb)

Der Kreis Akto (chinesisch 阿克陶县, Pinyin Ākètáo Xiàn, uigurisch ئاقتو ناھىيىسى Aⱪto Naⱨiyisi) ist ein Kreis des Kirgisischen Autonomen Bezirks Kizilsu im Südwesten des Uigurischen Autonomen Gebietes Xinjiang in der VR China. Die Fläche beträgt 24.555 Quadratkilometer und die Einwohnerzahl 199.065 (Stand: Zensus 2010).